# En Vivo Y... A Todo Color..!
En Vivo Y... A Todo Color..! es el tercer álbum de estudio de Frankie Ruiz en su etapa de solista, lanzado el año 1988 y publicado por el sello TH-Rodven Records. Los temas presentes en el álbum son algunos como "Dile A El", "Si Te Entregas A Mí", "La Rueda Vuelve A Rodar", que es una especie de segunda parte de su éxito "La Rueda" (grabado originalmente con La Solución) y "Me Acostumbré" que alcanzó a estar entre los 10 primeros lugares de la lista de éxitos musicales Billboard en la categoría Hot Latin Tracks.
Este álbum no tuvo éxito inmediato como los dos primeros ; aparte de la afonía de Ruiz en ciertas canciones, algunos temas de los que se incluyeron en este trabajo fueron descartes de los discos anteriores para que Ruiz no forzara más la voz que ya veía los estragos que causaban las drogas que por este tiempo él consumía.

## Lista de canciones
| N.º | Título                    | Compositor(es)    | Duración |  |
| 1.  | «Me Acostumbré»           | Gloria González   | 4:50     |  |
| 2.  | «Mujer»                   | Valter Polignano  | 5:19     |  |
| 3.  | «Solo Por Ti»             | Gloria González   | 4:16     |  |
| 4.  | «Dile A El»               | Antonio De Jesús  | 4:40     |  |
| 5.  | «La Rueda Vuelve A Rodar» | Tite Curet Alonso | 5:15     |  |
| 6.  | «Si Te Entregas A Mí»     | Anthony Martínez  | 4:58     |  |
| 7.  | «Por Eso»                 | Rita Irasema      | 4:18     |  |
| 8.  | «Y No Puedo»              | Anthony Martínez  | 4:34     |  |

## Ranking Billboard
| U.S. Billboard Singles |                             |               |          |
| Año                    | (Lista de éxitos musicales) | Sencillo      | Posición |
| 1988                   | Hot Latin Tracks            | Me Acostumbré | 6        |

| U.S. Billboard Albums |                               |          |
| Año                   | (Lista de éxitos musicales)   | Posición |
| 1988                  | U.S. Billboard Tropical/Salsa | 2        |

## Personal

### Músicos
- Voz principal - Frankie Ruiz
- Coros - Héctor "Pichie" Pérez, Nino Segarra y Ernesto Vásquez
- Trombones - Jorge Díaz, Carlos Soto y Jesús "Raffi" Torres
- Trompetas - Reinaldo Torres, Mario Ortiz y Tommy Villariny
- Piano - Willie Sotelo
- Bajo - Roberto Pérez
- Bongo - Carlos Santiago
- Conga - Jorge Padilla
- Percusión Menor - Héctor "Pichie" Pérez
- Timbales - Richard Ríos

### Créditos
- Productor - Frank Torres y Julio César Delgado
- Director de grabación - Julio César Delgado
- Ingeniero de sonido – Vinny Urrutia y Jimmy Díaz
- Mezcla - Vinny Urrutia y Julio César Delgado
- Fotos - Jorge Velásquez
- Coordinadora - Iris Pagan
- Diseñador de vestuario - David Antonio
- Modelo - Dennysse Novas (Cortesía Academia FONTECHA)
- Diseño y Arte, Carátula - DRAGO, Hialeah Gardens, FL.